# Valle de Fornela
El valle de Fornela (Furniella, en su forma autóctona popular en leonés y como consta en el archivo municipal de Peranzanes) es de origen glaciar y está situado en la comarca de El Bierzo, provincia de León, comunidad autónoma de Castilla y León (España). Se encuentra dentro de la Reserva Nacional de la Sierra de Ancares (Lugo y León), limítrofe con los concejos asturianos de Ibias (San Antolín de Ibias) y Degaña. El eje principal del valle es el río Cúa que recorre de norte a sur, encajado entre altas montañas que alcanzan los 2000 m.
El acceso al valle se puede realizar cruzando Fabero y Bárcena de la Abadía.

## Localidades
Dentro del área existen siete núcleos de población:
- Fresnedelo (Fernidiellu[2] en dialecto local)
- Cariseda (Careiseda)
- Faro
- Trascastro (Trescastro)
- Peranzanes (Pranzais)
- Chano (Chan)
- Guímara.

## Recursos naturales y turísticos

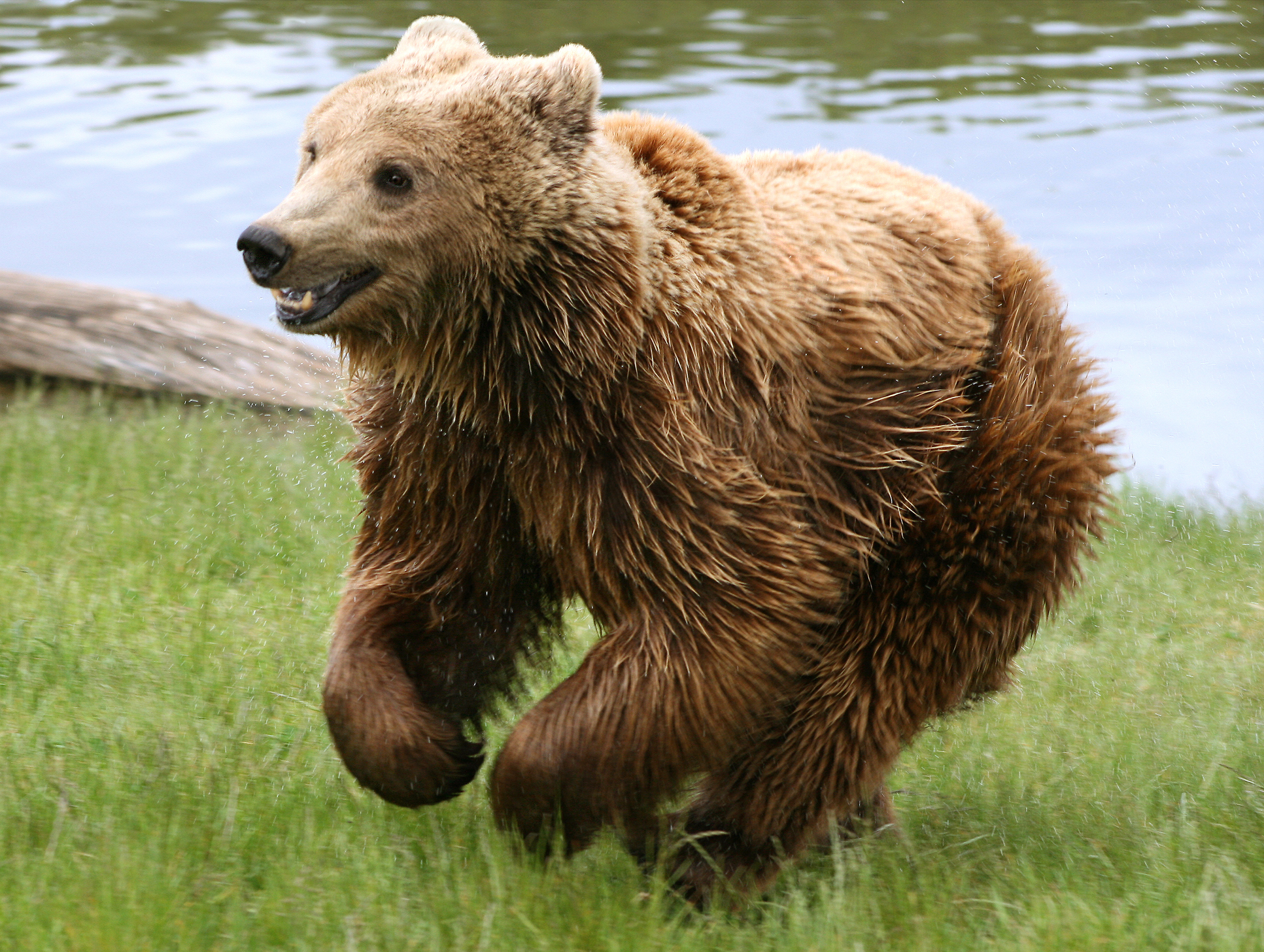
Oso pardo.

El Valle de Furniella es una comarca tradicional con una fuerte personalidad. Se encuentra englobada en el espacio natural de la sierra de Ancares que por sus características biológicas o paisajísticas especiales que le hacen gozar de especial protección. Teniendo especial cuidado en la conservación y mantenimiento de sus cualidades.
Predominan pizarras, calizas, filitas, areniscas y cuarcitas. El clima que presenta es el oceánico de montaña.
La abundancia de agua hace que existan muchos riachuelos que van a parar al río Cúa, donde gracias a sus aguas cristalinas es uno de los pocos hábitats prácticamente inalterados de la trucha común autóctona.

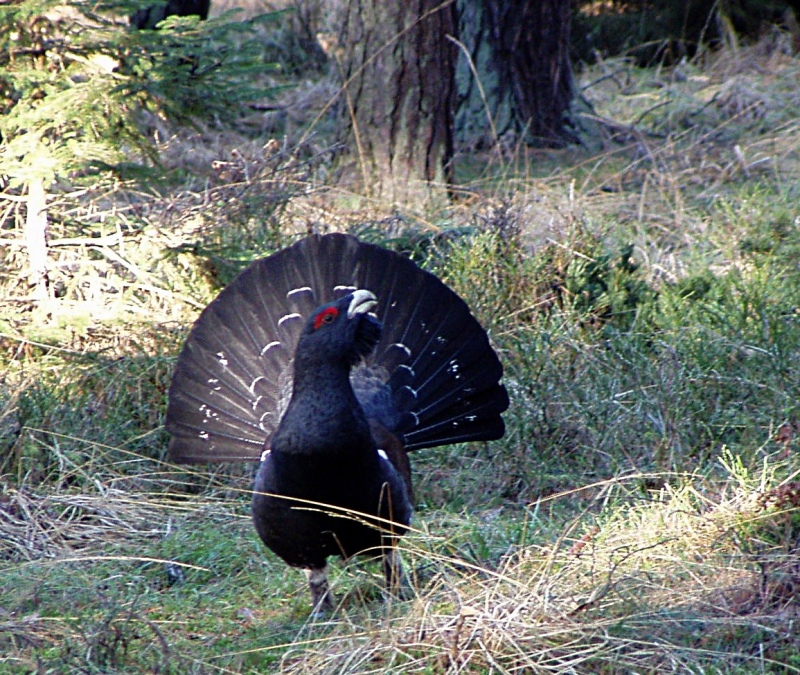
Urogallo.

En Guímara termina la carretera y para visitar el Cuadro —(nacimiento del Rrío Cúa)— se ha de continuar por una pista en buen estado. Subiendo aún más se llega al pico Miravalles, al Boquín y al puerto de Cienfuegos. La senda luego conduce a la vertiente del río Ancares.
En los montes crecen robles, castaños, acebos, avellanos, arándanos, hayas, tojos y abedules. Y además, muy cerca del Cuadro, colindando con Veiga Formosa hay una campa cenagosa donde crece el algodón de pantano (Eriophorum latifolium), un delicado junco en peligro de extinción.
La fauna es abundante y las principales especies autóctonas son jabalí, perdiz, corzo, lobo, águila real, azor, gineta, liebre, conejo, nutria, rebeco, urogallo y, recientemente se ha vuelto a ver algún ejemplar de oso pardo que se había extinguido por estas tierras.
Recientemente toda la sierra de Ancares ha sido declarada Reserva de la Biosfera por la Unesco.
Cabe destacar también la amabilidad de sus gentes que te hacen sentir como uno más cuando visitas el valle.

## Economía

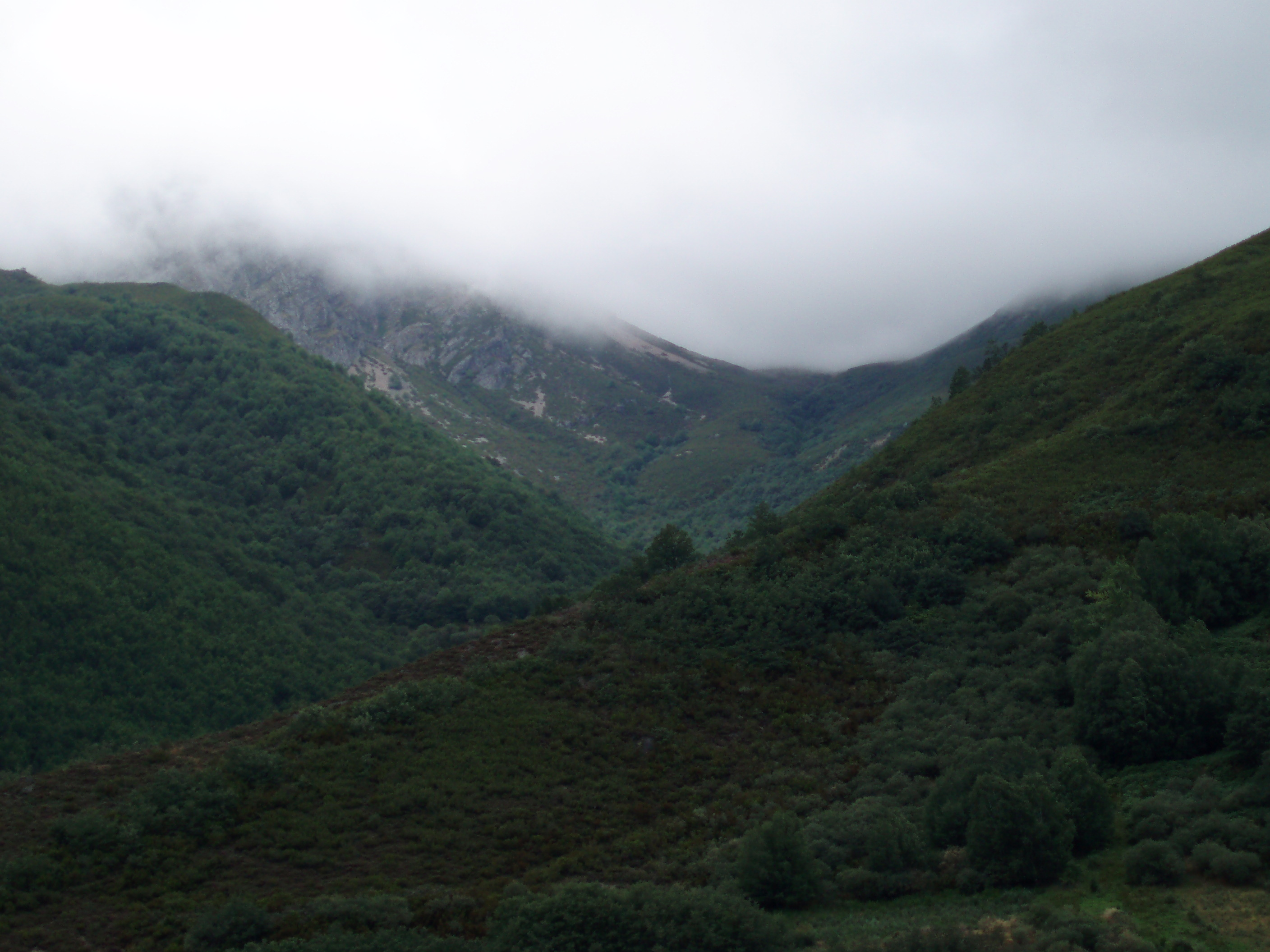
Panorámica montañosa del Valle de Furniella visto desde el pueblo de Chano.

Sus gentes siempre se han dedicado al comercio ambulante y la arriería.
Como ha ocurrido con muchos otros pueblos de valles cercanos, los pueblos de este valle se han ido despoblando excepto en los meses de verano que vuelven a llenarse de la gente que en algún momento emigró. Es importante reseñar el apego de esta gente a su tierra y a sus tradiciones, muchas conservadas y otras recuperadas y revitalizadas año tras año. Esta situación es crítica para la economía local, aunque gracias al Agroturismo y a las ayudas de los organismos públicos la zona se está empezando a recuperar. Han sido muchos años de abandono. Las carreteras, el teléfono, la luz… son lujos de reciente aparición.

## Dialecto
El relativo aislamiento ha propiciado la existencia de una cultura distintiva, típica Furniella. Se refleja en la arquitectura popular representada por las pallozas, el folclore, las creencias, costumbres, incluso en la lengua tradicional, una mezcla de gallego, leonés, asturiano y castellano: el lingüista y poeta Dámaso Alonso a mediados del siglo XX estuvo investigando por estas tierras el lenguaje de estas gentes. Aún se conserva una especie de jerga llamada burón, recientemente recopilada en un libro para evitar su pérdida, y que se encuentra muy relacionada con el comercio que desarrollaban los naturales de este valle.<re>de Forniella</ref>

## Historia y arquitectura

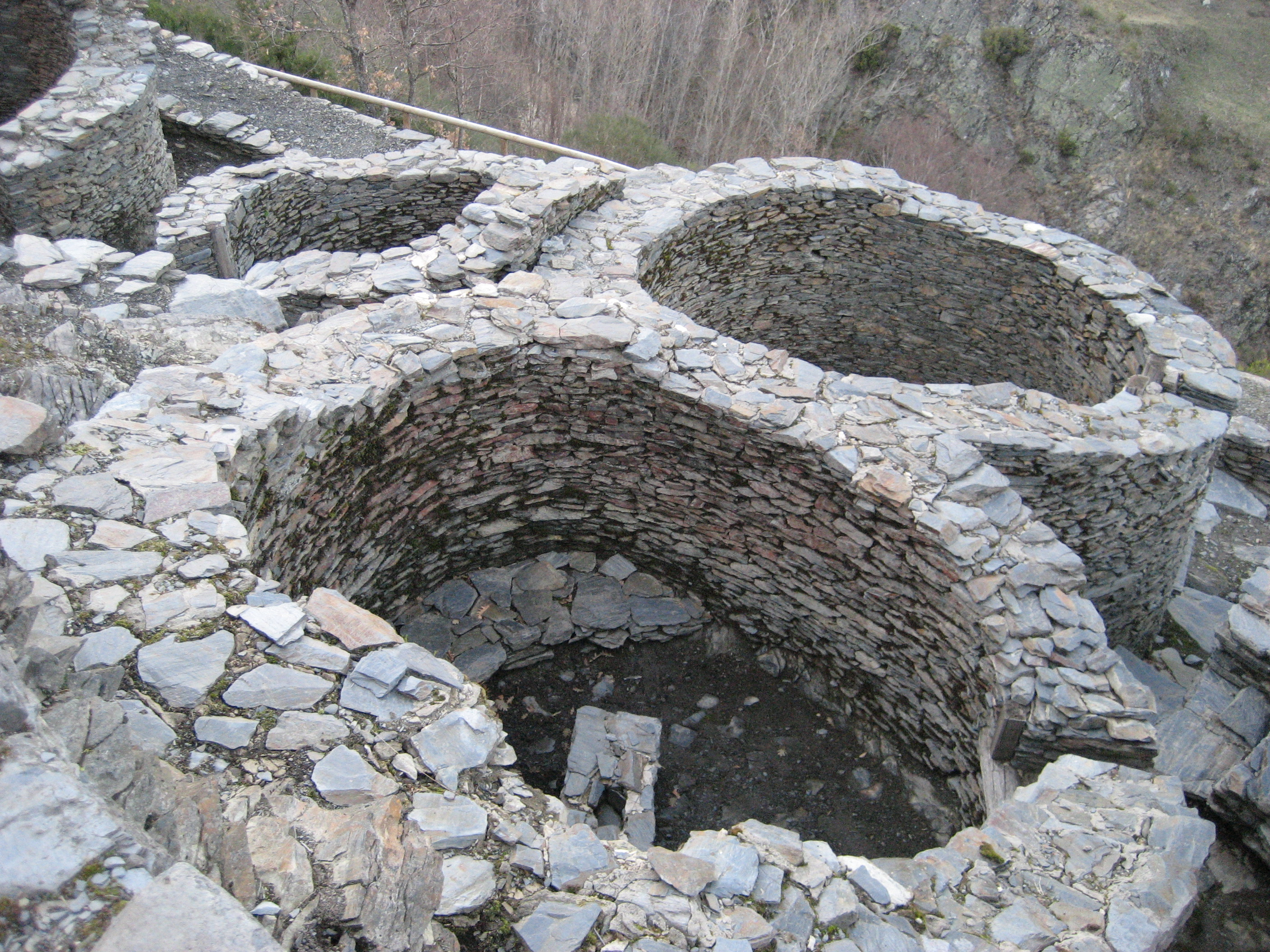
Castro de Chano. Detalle de una de las edificaciones. Dentro puede verse el hogar.

El valle ha estado habitado desde la protohistoria, como lo demuestran los restos de "castros" prerromanos presentes en Trascastro y Chano.
El Castro de Chano, situado al noroeste del pueblo, siguiendo la carretera en dirección al pueblo Guímara, es un poblado que estuvo habitado durante el siglo I a. C. y la primera mitad del siglo I d. C., se desconoce la razón por la que fue abandonado.
Está formado por varias edificaciones, situadas en una ladera que extrañamente se encuentra a umbría, estas edificaciones tienen forma circular similares a las pallozas (al principio del camino que lleva al castro se ha realizado una reconstrucción imaginada de tres de esas edificaciones), parecidas a las encontradas en el Castro de Santa Tecla, estando encuadrado este castro en la Cultura castreña del noroeste. Los indicios hacen creer que aún quedan más edificaciones por prospectar, siendo lo descubierto hasta ahora un barrio del castro. Una muralla construida con la misma piedra utilizada en el resto de las edificaciones recorre el perímetro castreño.
En su primera excavación, realizada a principios de la década de los 90 del siglo XX, se encontró el Tesorillo del Chano, el cual aumentó las dudas sobre la causa del precipitado abandono del castro.

## Fiestas populares
El 15 de agosto tiene lugar la Romería de Trascastro, día de la Virgen de Trascastro (santinha) y patrona de Furniella, junto al Santuario de Nuestra Señora, donde en su interior destaca un retablo barroco. Las gentes del valle y pueblos limítrofes se reúnen para ver danzar en honor a la Virgen, patrona del Valle de Furniella. Gentes de muchas partes de España, pero sobre todo de la Comarca berciana, se acercan a ver a los Danzantes de Chano , Peranzanes y Trascastro (tradición que data de hace más de 500 años).
En todos los pueblos del Valle se danzó durante las Fiestas Patronales, la tradición se perdió y se volvió a recuperar con fuerza en cuatro de ellos; Peranzanes, Trascastro Chano y en Guímara.

## Las danzas
Son, sin lugar a dudas, la tradición Furniella mejor conservada, símbolo de identificación por excelencia de esta tierra y uno de los mayores motivos de orgullo para sus habitantes. Se mantuvieron hasta nuestros días sin modificaciones significativas las danzas de Guímara, Chano, Peranzanes y Trascastro.
Los Danzantes de Peranzanes y Chano danzan los días 15 y 16 de agosto respectivamente, en el santuario de Nuestra Señora la Virgen de Trascastro. Los de Guímara también danzaron en Trascastro hasta el año 1877 cuando dejaron de hacerlo por venderle los derechos a Chano por tres "cántaros" de vino. Desde aquel día hasta hoy honran a su patrón San Bartolomé (danzan tres días situados alrededor del 24 de agosto).
La gente de Trascastro danzaba en su aldea con motivo de la celebración de Cristo (7 de septiembre), pero desde el año 1997 danzan el día 17 de agosto también en el santuario de Trascastro. Este cambio supuso bastantes conflictos entre la gente de Chano y Peranzanes (únicos con derecho reconocido de danzar en el santuario) y los del propio Trascastro que veían peligrar el futuro de su danza ya que en septiembre apenas quedaban vecinos para realizarla. Después de varias asambleas y con el arbitraje del alcalde y del obispo de Astorga llegaron finalmente al acuerdo permitiéndoles danzar.
Estos hechos resaltan la grandísima importancia que se les da en estas tierras a los usos y costumbres heredados de nuestros antepasados así como la fuerza con la que se vive esta representación tan peculiar.

### Aspectos comunes de las cuatro danzas
Las danzas están compuestas tradicionalmente por hombres solteros (a excepción de Guímara donde, se incluyeron a mujeres; en los últimos años, las danzas de Trascastro y Peranzanes también han incluido mujeres) . El número de danzantes puede ser de doce (mínimo) que suponen los danzantes propiamente dichos o de dieciséis (máximo) incluyendo los “chaconeros” (hombres casados o de mayor edad) y “palilleros” (niños), aunque, en Guímara, también hay dos niños que hacen la función de “aguaeros”.
Los tipos y roles de los danzantes son:
- 2 Jueces: Un primer juez y un segundo; el primero es el que manda en la danza (generalmente el más veterano y el encargado de sancionar al resto de danzantes en caso de incumplimiento de las normas) y el representante de la iglesia como algunos defienden.
- 2 Guías: Su función es guiar la danza colocándose en los extremos opuestos a los jueces. Tanto los jueces como los guías se caracterizan por llevar una bandera y una banda en el traje bien diferenciada.
- 4 Segundas: Colocados junto a los jueces y los guías (según la posición se nombran del 1 al 4)
- 4 Panzas: Situados en el centro de la danza, son los más novatos y su papel es el de comparsas, siendo los jueces y los guías los que dirigen las distintas evoluciones. En un principio además eran los recaderos, preparaban los almuerzos despertaban a los demás danzantes, pero esto está cayendo en desuso.
- 2 Chaconeros o Cacholas: Se encargan de mantener orden dentro y fuera de la danza, abren el camino entre la gente y si alguien interrumpe hacen uso de sus varas.
- 2 Palilleros: Colocan los palillos al lado de los danzantes y los recogen cuando son lanzados.
- 2 Aguadores: Sirven agua o vino a los danzantes antes de comenzar la parte de los palillos.

Podremos dividir la danza según los pasos que ejecuten los danzantes o bien los instrumentos que usen. 
En la primera parte los instrumentos son castañuelas y cuatro banderas (en Trascastro todos los danzantes llevan banderas). En la segunda dejan las banderas y todos cogen los palillos (también se llevan las castañuelas pero no se hacen sonar), esta parte culmina con el lanzamiento de los palillos volviendo a coger las banderas y a tocar las castañuelas.
En cuanto a pasos se refiere:
- Careo: son utilizados para “andar” (ejecutado durante la procesión), éstos pueden ser simples o dobles dependiendo de la importancia del momento (por ejemplo cerca del santuario).
- Venia: Se realiza como señal de respeto, para iniciar la danza o rematarla, en el interior de la iglesia, etc. Consiste en una pequeña inclinación del cuerpo mientras se flexionan ligeramente las piernas.
- Paseo de los Segundas (con excepción en Guímara): Parte lenta solemne en la que se pasean las banderas de los guías y jueces entre los danzantes.
- Danza: Serie de pasos que varían de una Danza a otra, donde las formaciones pasan de cruces a líneas paralelas formadas cada vez en direcciones diferentes. Después de realizar estos pasos 4 veces (el danzante se sitúa nuevamente en el punto cardinal inicial) se hace una “calle” donde los danzantes se detienen un par de segundos formando paralelas por donde pasarán los chaconeros. Esta parte finaliza después de 4 calles.
- Descanso: Los danzantes se refrescan con agua y vino, y los chaconeros pasan los sombreros invitando al público a hacer la donación, los palilleros colocan los palos y recogen las banderas.
- Palillos: Parte compuesta de una sola calle, es un paso más simple y lento que el anterior, se lleva el ritmo golpeando los palillos uno contra otro y en ocasiones con los compañeros, esta parte finaliza cuando se lanzan los palillos al formar la calle.

A partir de aquí las danzas varían mucho en cada aldea, en Guímara por ejemplo hacen venias, los cuatro puntos cardinales forman la torre y rematan; en Peranzanes hacen el “Correcalles”, en Chano también hacen varias torres, y en Trascastro el “caracol”. Y así un sinfín de matices, pasos y figuras que hace imposible poder plasmar por escrito.
El Canto o acompañamiento musical en las danzas es simple pero fundamental, corre a cargo del “tamboreteiro” que al mismo tiempo toca la “xipra” o "xipro" (flauta de madera que se toca con una sola mano) y el tambor (que lo toca con la otra).
Las melodías en las danzas (muy similares todas ellas, aunque siempre diferentes) suelen ser muy repetitivas. 
Durante la ejecución de la danza es importante el silencio del público, pues es el “tamboreteiro” el que indica el cambio de pasos con unos pitidos más fuertes o débiles de la “xipla” y este silencio se rompe con la formación de las “calles” donde todo el mundo rompe en aplausos apasionadamente, lanzando vivas y en Guímara también con “trutulidos” (gritos) magistralmente ejecutados por Ofelia y Adela.

### Simbología
En cuanto a la simbología, Salomé Ramón sostiene que tienen relación con lo terrestre y lo celeste, donde los números cuatro, ocho y doce tienen relación.
- El número cuatro: Se relaciona con los elementos que componen el universo (aire, tierra, agua y fuego), las estaciones, los puntos cardinales y el cuadrado (símbolo de tierra)
- El número ocho: Simboliza el octógono, paso intermedio entre el cuadrado (terrestre) y el círculo (símbolo celeste). Simboliza la reencarnación.
- El número doce se conecta con los meses del año y los signos del zodiaco.

Otro símbolo de orden cósmico serían las líneas paralelas y puede que por eso se vuelvan a formar siempre después de la ejecución de otros pasos. Por tanto estas danzas indicarían un cambio continuo del universo pero a su mismo tiempo su inmutabilidad.
Tampoco se puede descartar que el uso de los palillos y la simulación de lucha que realizan los danzantes con sus parejas tengan un origen guerrero (también sostenido ya que en un principio y ahora, sólo con la excepción de Guímara únicamente pueden danzar hombres), o quizás sea más acertado pensar una postura intermedia entre ambas hipótesis, perfectamente compatibles.
Es imposible, transmitir con palabras el ambiente que se vive en la ejecución de cualquiera de las danzas. Es indispensable verlas. La gente suele aprovechar los días de fiesta de los diferentes municipios para acampar en las zonas de acampada libre de Chano y Guímara (Rodeados de un paisaje incomparable de alta montaña) y estar unos días de fiesta en Furniella (las fiestas de carácter más religioso son las de la Virgen de Trascastro, y las de más ambiente nocturno las de Guímara) y de paso aprovechan para gozar de nuestras tradiciones que se conservan y se viven con una fuerza extraordinaria.

## Gastronomía
Junto a la paz de estas montañas y valles el viajero puede disfrutar de una gastronomía basada en la caza, en los ríos, en la ganadería y en la cría del cerdo. El caldo gallego, truchas, perdiz, conejo de monte, jabalí, los diferentes embutidos, cabrito, carnes rojas, leche frita, requesón, miel, castañas asadas, cecina, patatas con bacalao o el famoso botillo, es lo que el forastero encontrará por estas tierras. Cualquier feria, fiesta o celebración es motivo suficiente para poder disfrutar de un buen plato de pulpo con "cachelos".